# Opération Pearl Harbour
 (juin 2011).
Si vous disposez d'ouvrages ou d'articles de référence ou si vous connaissez des sites web de qualité traitant du thème abordé ici, merci de compléter l'article en donnant les références utiles à sa vérifiabilité et en les liant à la section « Notes et références ».
La mission secrète Pearl Harbour fut la première opération lancée en Corse pendant la Seconde Guerre mondiale sous l’occupation pour coordonner la résistance. Elle eut lieu de décembre 1942 à mars 1943.
Mise en place en 1942 par les Services spéciaux de la Défense Nationale française établis à Alger avec l’appui et la vigilance des services secrets américains et anglais, cette mission avait pour but de préparer le débarquement en Corse des troupes françaises (septembre-octobre 1943) pour libérer l'île des troupes germano-italiennes et faciliter l’avancée des troupes alliées de l’Afrique du Nord vers le Nord du bassin méditerranéen.
Il s’agissait dans un délai relativement court (entre 4 et 6 mois) d’entrer secrètement en Corse grâce au sous-marin Casabianca pour convaincre les premiers et différents réseaux de résistance, de la capacité militaire des autorités alliées à Alger à libérer l’île de l’occupant nazi, de réaliser la coordination politique de ces réseaux, de contribuer à la mise en place des filières pour acheminer armes, munitions et troupes militaires, et de recueillir le maximum de renseignements militaires avant de rentrer à Alger à bord du même sous-marin.
Les quatre premiers agents à faire partie de cette mission furent Toussaint et Pierre Griffi, Laurent Preziosi et leur chef de mission Roger de Saule.

## Contexte géopolitique[1]
Les États-Unis craignant que les forces de l’occupant nazi ne s’emparent complètement de l’Afrique du Nord, y avaient prévu un débarquement anglo-américain. De Gaulle soucieux de l’indépendance future de la France dans un contexte de prépondérance mondiale des États-Unis et de l’Union soviétique au sein des forces alliées souhaitait intervenir de manière autonome, avant les Américains, et il n’était donc pas favorable à cette intervention anticipée.

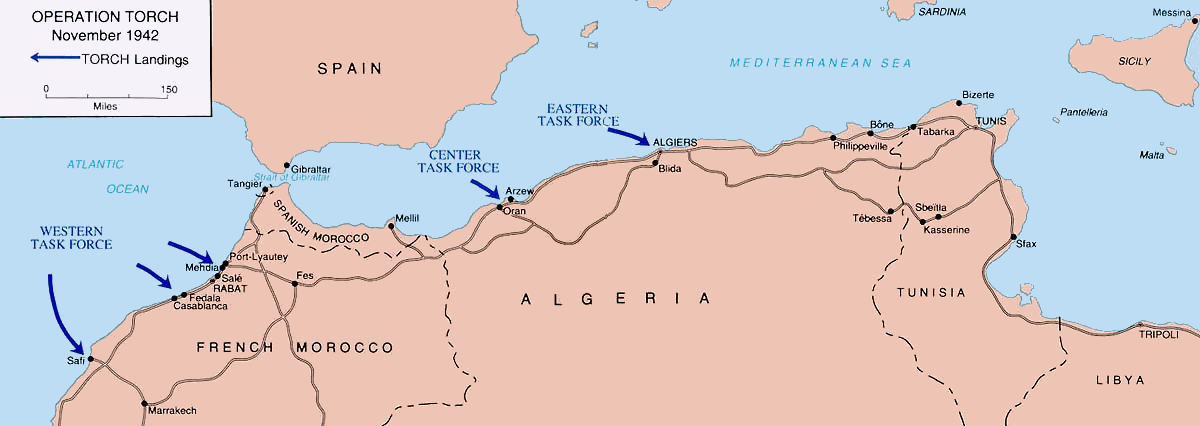
Carte de l'opération Torch, novembre 1942

Cependant le 8 novembre 1942 les troupes anglo-américaines débarquent à Alger, avec l’aide des groupes de résistants français dans une Algérie encore sous l’autorité du gouvernement de Vichy. Dès l’annonce de ce débarquement, les forces de l'Axe réagissent et les troupes italiennes envahissent la Corse les 11 et 14 novembre avec 80 000 hommes soit un soldat pour quatre habitants. Par ailleurs, la Wehrmacht à son tour, le 11 novembre, entre en zone libre (Hitler redoutait un débarquement en Corse ou en Provence) et occupe le 27 novembre Toulon où la flotte française s’est sabordée dans la nuit. Seuls cinq sous-marins refusant le sabordage réussissent à s’échapper, dont le sous-marin Casabianca commandé par le commandant l’Herminier, qui rejoint Alger.
Fin 1942, les forces alliées reconquièrent progressivement l’Afrique du Nord. Les soldats du général Leclerc n’ont pas encore totalement reconquis les territoires africains placés sous souveraineté française. Dans le sud de la Tunisie, les troupes franco-alliées sont encore aux prises notamment avec celles de l’Axe, sous le commandement du Maréchal Rommel. L’Afrique du Nord n’est plus sous l’autorité du régime de Vichy, mais les forces françaises de libération n’assument pas encore totalement le pouvoir politique et militaire. Les « vichystes » reconvertis conservent indirectement le pouvoir entre le 4 et le 26 décembre grâce à l'Amiral Darlan (par hasard à Alger lors du débarquement, venu en Afrique du Nord au chevet de son fils hospitalisé) qui s’allie aux forces anglo-américaines.
C'est dans ce contexte que les services secrets militaires d'Afrique du Nord vont être réorganisés. Le 14 novembre, le général Henri Giraud reçoit ses adjoints, les colonels Louis Rivet et Georges Ronin pour leur signifier le besoin de renseignements sur les réseaux clandestins en zone occupée et l'objectif de libération totale du territoire en Afrique française du Nord (AFN), puis en métropole, la Corse devant être la première étape à franchir. Sans en informer le représentant du chef de l’État en AFN, l'amiral Darlan, les services secrets français décident alors, en accord avec les autorités américaines, d’engager une action clandestine en Corse.
Le 27 novembre, le jour du sabordage de la flotte française à Toulon, tous les délégués des puissances alliées sont désignés pour coordonner cette stratégie, l’Intelligence Service délègue les colonels Crawfords et Winterbotham sachant que l’OSS avait déjà désigné le colonel Eddy. Tous sont d’accord pour laisser les services français, soit le colonel Ronin, préparer cette opération. Sans intervenir dans ce choix, les autorités britanniques et américaines ont donné leur accord parce qu’elles considéraient que, stratégiquement, les divergences politiques et idéologiques des forces de la résistance étaient secondaires pour combattre l’Allemagne nazie. Par ailleurs, ils refusent d’y mettre des moyens militaires et préfèrent concentrer tous leurs moyens sur l’Italie.

## Organisation de la mission[5]

### Recrutement des membres de la mission
Le 1er décembre, le colonel Georges Ronin, familiarisé auparavant avec le travail en zone occupée, décide de confier la direction du commando à l’un de ses agents confirmés en métropole et repliés sur Alger, Roger de Saule, né en 1889 à Bruges (Belgique), ancien magistrat, expert éprouvé de l’espionnage et des services spéciaux.
De son vrai nom Robert de Schrevel, Roger de Saule est un ancien combattant de 14-18, engagé dans la Légion étrangère en 1939, qui travaille à partir de la fin 1939 aux Pays-Bas comme attaché de la force aérienne au sein de la légation française avant de prendre la direction de l’antenne du SR Air (Service de Renseignement militaires de l’armée de l’Air française) à Poligny (Jura) notamment pour obtenir des informations sur les terrains d’aviation allemands en Belgique et aux Pays-Bays. En 1941 le SR Air est en liaison radio avec le service secret britannique (MI6). En novembre 1942, le personnel du SR Air est obligé d’évacuer vers l’Afrique du Nord et il se retrouve donc à Alger.
Le 4 décembre, le colonel Chrétien, qui dirige depuis Alger le contre-espionnage et les services de sécurité en Afrique du Nord depuis début 1941, est chargé de recruter à Alger des volontaires corses pour effectuer cette mission, d’abord parmi les militaires puis les civils originaires de l’île connaissant bien la population en Corse, spécialiste de la communication radio, et/ou de l’action militaire. 
Bien que le pouvoir français en AFN comprenne encore des vichystes, ce sont trois jeunes corses gaullistes qui vont être recrutés :
- Toussaint Griffi : militaire originaire de Poggio-di-Nazza, né le 15 avril 1910 à Ghisonaccia et qui parle corse et dont les parents habitent en Algérie. Il apprend par le colonel Germain Jousse, commandant son régiment et dont il est le secrétaire, que les Services Spéciaux recherchent des agents corses pour une mission secrète. Il est recruté pour sa connaissance de l’action militaire depuis qu'il s'est engagé dans l’armée française en 1930 au 9e régiment de zouaves. Il a combattu en juin 1940 sur le front contre les Allemands notamment lors de la bataille de l'Ailette dont il fut un des rares rescapés et qui sut éviter l’encerclement puis effectuer le repli sur l’Aisne et le Centre avant le transfert du régiment en Algérie[7].
- Pierre Griffi : cousin germain de Toussain Griffi, c'est un civil résistant né à Alger le 13 mai 1914 qui ne parle pas corse. Il est recruté pour ses compétences professionnelles en émission radio, mais aussi pour son engagement politique aux Brigades internationales et dès juin 1940 contre Pétain. Dès 1941, il est à Alger dans le réseau clandestin Afrique d’où il échange les messages radio avec son commandement de Londres, avec le poste de l'OSS de Tanger, et l’Intelligence Service de Gibraltar. Il participe à l’appui de l'opération Torch de novembre 1942 et aux réunions clandestines dans le magasin matériel radio de Jacques Briatte.
- Laurent Preziosi : second civil résistant, originaire de Taglio-Isolaccio en Haute-Corse, il est né le 22 juin 1912 à Maison Carrée en Algérie et il parle corse. Il connaît de nombreux militants et responsables politiques et syndicaux en Corse susceptibles de s’engager dans ce combat. Lieutenant de réserve, il avait été enseignant puis journaliste à Alger républicain, responsable syndical et responsable aux Jeunesses socialistes sur Alger, souvent en contact avec des responsables d’autres régions par ses délégations aux congrès nationaux. Il fut révoqué de l’Éducation Nationale sous Pétain en juin 1940. Il a fait partie des commandos de soutien au débarquement anglo-américain en novembre 1942.

Pour surveiller l’évolution de la mission jusqu’au rivage de la Corse, une cinquième personne, Frédéric Brown, fut sélectionnée par le colonel Eddy des services d’espionnage américain de l’OSS, pour ses aptitudes de nageur de combat et ses compétences en émission radio. Il disposait de matériel radio performant mais ne devait pas entrer dans l’Ile pour ne pas éveiller les soupçons de l’occupant par son physique et son accent anglo-saxon.

### Les contacts préalables établis sur l’île en 1941
Un an auparavant, en juin 1941, Laurent Preziosi avait déjà établi des contacts en Corse avant de savoir qu’il participerait à cette mission.
Il avait dû retourner en Corse pour éviter une déportation au camp de prisonniers politiques de Djenein Bou-Rezg à l'ouest de Colomb-Béchar. En effet, il avait été révoqué de l’Éducation nationale pour sa participation aux grèves de 1938 et la poursuite de ses activités politiques et syndicales. D’abord suspendu pour six mois, il trouve un poste de rédacteur au journal Alger républicain où il liera notamment une amitié indéfectible avec Albert Camus. Des liens très forts s’étaient déjà tissés à l’université d’Alger dans un cercle d’amis qui formera les premiers groupes de résistance en Algérie et dont faisaient partie l’écrivain Max-Pol Fouchet et l’avocat Yves Dechezelles.
Par ailleurs, révolté par l’incarcération à Maison-Carrée (banlieue d’Alger) des 27 députés communistes français dont François Billoux, futur ministre, il leur rédigeait un journal qu'il leur faisait parvenir grâce à des complicités dans l’administration pénitentiaire, notamment celle de Donat Fumetti, surveillant chef, originaire de Sartène. Ces amitiés algéro-corses faciliteront les futurs contacts.
Un certain nombre de responsables de différentes organisations politiques ou syndicales fut ainsi contacté pour apprécier les possibilités de résistance au fascisme. À son escale à Marseille, il rencontra son ami François Tomasino, responsable des Jeunesses Socialistes des Bouches-du-Rhône qui lui trouva une activité professionnelle en développant sur Bastia une société d’exportation, filiale de son entreprise marseillaise de fruits et légumes. Cette activité lui a permis de se déplacer sans trop éveiller de soupçons de Bastia à Taglio-Isolaccio chez ses parents et à Corte chez son oncle. À Bastia il rencontre notamment son cousin Napoléon Léopoldi, du réseau du Général d’Astier de la Vigerie, dont la seconde maison à Marseille recevra les résistants de la zone Sud, en particulier le syndicaliste Léon Jouhaux. Il rencontre aussi Hyacinthe de Montera, le maire radical de Bastia destitué par le gouvernement de Vichy et son fils Joseph-Louis (ensuite déporté), Charles Clément, le bibliothécaire municipal Dominique Vecchini (interné en février 1943 dans le camp établi par l’Ovra), Roger Soulairol, professeur et ancien secrétaire fédéral des Jeunesses socialistes de l’Hérault (qui hébergea par la suite notamment Pierre Griffi et Arthur Giovoni), Michel Sei, gérant de restaurant pour les réunions clandestines. À Corte, en allant rendre visite à son oncle Xavier Grazietti, il en profite pour rencontrer son ami socialiste Pascal Valentini, futur responsable de la résistance de cette zone.
Averti par Max-Pol Fouchet d’une opération d’envergure des Alliés en AFN, il revint clandestinement avant son épouse en février 1942 en Algérie. Réfugié à Oran, il était en contact quotidien avec Albert Camus avant que celui-ci rejoigne à Paris les écrivains et journalistes résistants. Il fut appelé par Yves Dechezelles, responsable départemental de résistance (et aussi membre du mouvement gaulliste Combat Outre-Mer de René Capitant), pour participer le 8 novembre 1942 à Alger à des commandos armés de soutien au débarquement des Alliés en Afrique du Nord, l'opération Torch (avec Paul Ruff, Léon-Jean et Michel Brudno, Hugues Fanfani, Bernard Amiot et Stanislas Cviklinski dit « Stacha »).
Albert Camus n’aurait pu se joindre à ce groupe. Stanislas Cviklinski devant l’aggravation de sa tuberculose, était arrivé à le convaincre de quitter Alger en juillet 1942 et de partir en altitude en montagne de France métropolitaine. Il séjourna ainsi à Panelier, une commune de Le Mazet-Saint-Voy dans le Massif central.
De son côté, Pierre Griffi prend part par ses contacts radio au soutien du débarquement des troupes alliées     en Afrique du Nord, en novembre 1942. Il était déjà en contact avec les réseaux clandestins de l’intelligence Service et de l’OSS par ses émissions radio. Ces soutiens aux Alliés étaient apportés aussi pour les dissuader de traiter avec les représentants de Vichy.

### Les préparatifs de la mission
Les trois Corses, gaullistes convaincus mais trop éloignés géographiquement du QG de De Gaulle en Angleterre, durent se résoudre comme beaucoup d’autres et par souci d’efficacité à se mettre à la disposition des services secrets en Algérie pour participer à la progression des Alliés par le bassin méditerranéen.
La première réunion de recrutement se déroula à Alger, rue Sadi-Carnot dans le magasin d’électricité-radio de Joseph Briatte, ami de Pierre Griffi revenu quelques années plus tôt des Brigades internationales, et de Laurent Preziosi. Laurent Preziosi s’y rend comme d’autres fois sans savoir que ses amis socialistes recherchent un Corse ayant déjà des contacts sûrs sur l’île. Dans leurs échanges, il fait part de ses déplacements et de la volonté de ses relations de constituer des groupes de résistance à Marseille et en Corse. Après des regards réjouis entre ses deux amis, il fut associé à cette mission imminente.
Le commandant Jean l'Herminier, qui avait rejoint Alger après son refus le 27 novembre 1942 de saborder son sous-marin le Casabianca à Toulon, est reçu par le chef de cabinet du Haut Commissaire qui le met en contact avec le deuxième bureau (Ronin, Rivet, Colonel Villeneuve, et Cdts Paillole et Clippet). La seule condition partagée de tous était d’exiger le secret absolu des services spéciaux vis-à-vis du Haut Commissaire Darlan et de son entourage.
Après cette sélection, ils furent tous ensemble reçus à El Biar le 8 décembre, dans le bureau du Colonel Ronin, chef des services spéciaux, pour l’exposé de l’organisation prévue par l’état-major français. Ils reçurent les consignes de secret absolu exigé de toute personne extérieure à la mission et leur fut rappelée la forte probabilité d’y laisser leur vie. Ils furent logés pendant plusieurs jours dans le plus grand secret. Les services spéciaux s’engagèrent pour leur part, notamment auprès du commandant L’herminier, à ne pas porter à la connaissance du haut commissaire l’Amiral Darlan et de son entourage l’existence de cette mission.

## Premiers contacts sur l'île

### Arrivée en Corse avec le sous-marinCasabianca(9-14 décembre)

Le sous-marin Casabianca

Dans la matinée du 9 décembre 1942, le commando est amené d’El Biar au port d’Alger pour embarquer sur le submersible Casabianca où les accueillent L’Herminier et ses seconds Henri Bellet et JC Chaillet. Pour des raisons de sécurité, le sous-marin ne quittera le port que le 11 décembre à 19 h 30 avec le choix du lieu de débarquement confié au commandant.
Dans la nuit du 13 au 14 décembre 1942 à 1 heure du matin, sans possibilité de connaître les positions de l’ennemi sur le littoral de l’île, le sous-marin Casabianca fait surface par erreur dans le golfe de Topiti à Cargèse au lieu de la baie de Chiuni,.
Après que l'officier en second, l'enseigne de vaisseau Henri Bellet, ait confirmé que rien d'anormal ne se passait en surface, un premier groupe munis d’armes automatiques bondit sur le pont sous la conduite d’un officier et se poste en protection à l’avant. Un second groupe est chargé de la mise à l’eau à l’arrière d’un youyou puis d’accompagner les quatre du commando et l’Américain Frédéric Brown à terre. La mitrailleuse du sous-marin protège leur traversée effectuée sur une mer très calme. Le chef de mission, son adjoint et Preziosi saluent les deux marins qui repartent prendre le deuxième poste radio, et trouvent une cache pour les deux opérateurs radios Griffi et Brown qui ont l’intention d’y rester jusqu’à la nuit suivante.
Après avoir déjoué la vigilance de soldats italiens, ils escaladent la côte et sont tout proches pour la première fois d’un civil. À 7 heures du matin, Laurent Préziosi engagea la conversation en corse au virage du pont de Chiuni, avec une bergère, Santa di Notte (stèle commémorative sur le bord de la route). À partir de là, les premiers pas dans la région de Piana furent soumis aux aléas des rencontres qui heureusement débouchèrent sur l’adhésion spontanée des familles Antonini, Versini, Nesa et Alfonsi.

### Immersion dans la population corse (14-24 décembre)

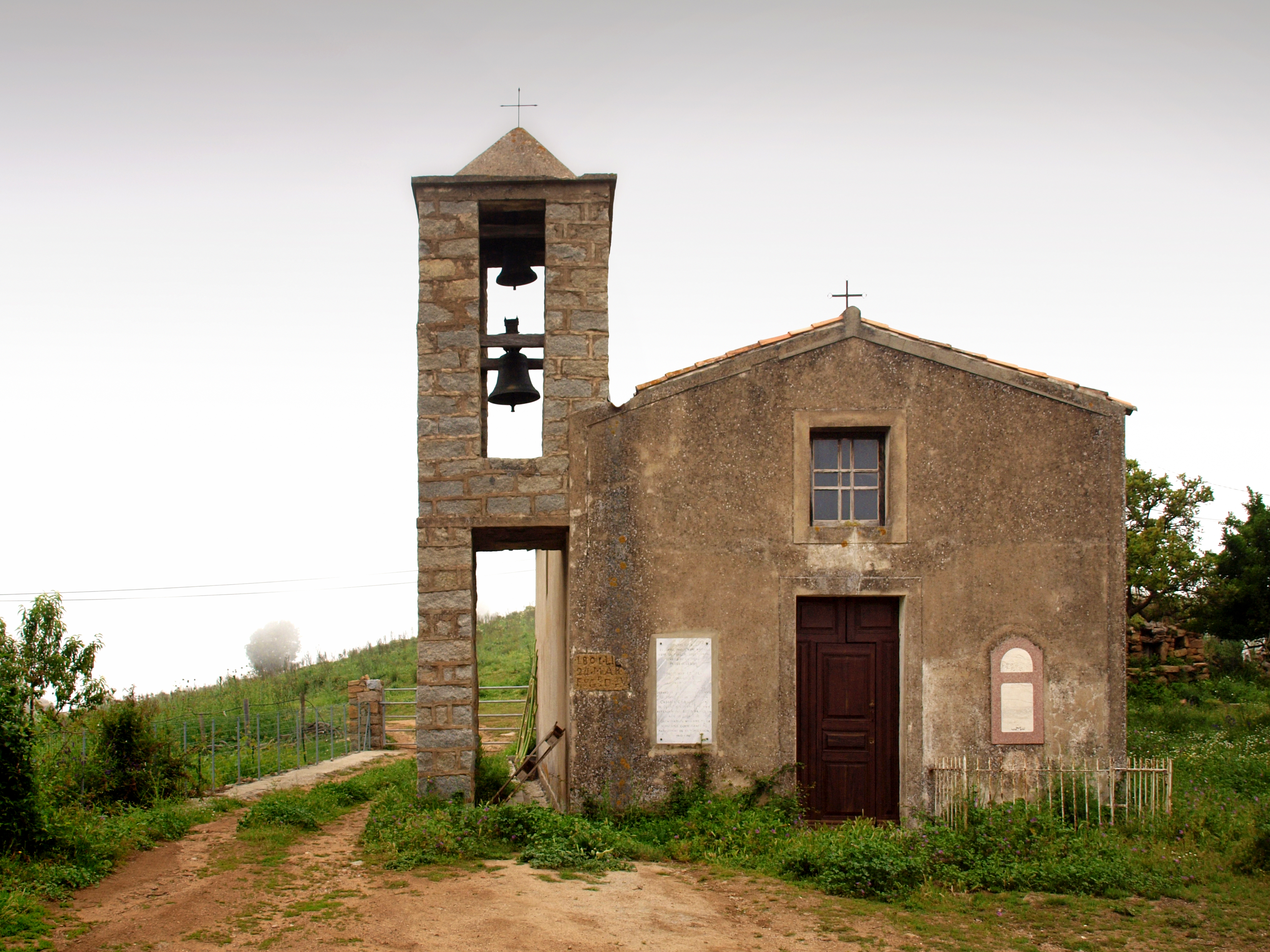
Une plaque commémorative a été apposée sur la façade de l'église Saint-Siméon à Revinda

À 8 heures, le 14 décembre, le groupe rencontre, sur la colline d'Almazzone, le curé Mattei de Cargèse (Toussaint Mattei dit Prête Santu) monté sur un âne gris, avec lequel il entre à Revinda, un petit village situé au sud-ouest de la commune de Marignana, pour participer à la procession de la Sainte-Lucie à 9 heures puis à la messe à l’église Saint-Siméon avant de solliciter l’aide des villageois. En moins d’une heure, le commando a obtenu le concours d’un ancien militaire Dominique Antonini qui tient à disposition trois mulets. Dans l’après-midi, ils apprennent que près de 2 000 chemises noires stationnent à Cargèse et qu’ils ont bien fait de s’être trompé de baie à l’arrivée.
Vers 17 heures, Toussaint Griffi et Laurent Preziosi redescendent à la mer à dos de mulet avec Dominique Antonini qui, à ce moment-là, n’est pas encore certain qu’il s’agit bien de résistants. Il s’est d’ailleurs muni de deux parabellums. Toutefois contrairement à la veille, la mer est très houleuse, le libeccio souffle.
À minuit, Pierre Griffi lance un appel en morse avec sa lampe électrique et le sous-marin finit par se profiler à l’horizon. Le youyou arrive avec le ravitaillement, les armes et les postes radios. Tout chavire et une partie du matériel est perdue (poste radio et mitraillettes). Les trois sous-mariniers, l’enseigne de vaisseau Georges Lasserre, le quartier-maître Jean Lionnais et le timonier Pierre Vigot ne peuvent repartir. La hauteur impressionnante des vagues empêche de communiquer en morse. Brown est toutefois obligé de rejoindre à la nage le Casabianca pour prévenir L’Herminier.

## Constitution du réseau de Piana-Cargese[16]
Les trois marins et les trois agents remontent à Revinda à 1 heure du matin avec Dominique Antonini qui s’engage à leur trouver des hébergements au village. Ils doivent poursuivre jusqu’à Marignana car le commandant italien de Cargèse a eu connaissance d'une présence ennemie à Revinda et une patrouille risque de venir. Ils sont reçus par la famille Nesa (plaque commémoration sur la maison) et obtiennent également l'aide de Jean Alfonsi, père du sénateur Nicolas Alfonsi, et d'Antoine Camilli, receveur des Postes qui se fit par la suite arrêter et incarcérer à Bastia. Pierre Griffi doit émettre très rapidement pour prévenir Alger de leur situation. L’abbé Ceccaldi, à force de chercher des patriotes pour trouver un lieu sûr, se fit arrêter aussi.
Pour réduire les risques, le 16 décembre, les membres de la mission formèrent deux groupes de deux personnes qui œuvrent en alternance. Un premier groupe, composé de Toussaint Griffi et Laurent Preziosi, était chargé d’établir les contacts d’approche, en général des personnes amies et connues personnellement de Preziozi pour leur sympathie pour la résistance. Ils commencèrent par prospecter la zone Corte-Bastia. L’autre groupe formé par Roger de Saule et Pierre Griffi restait dans le triangle Piana-Corte-Cargèse pour structurer le réseau à partir des contacts déjà établis. Le chef de la mission décidait d’avoir le plus souvent avec lui le radio pour garder le contact permanent avec Alger.

## Constitution du premier réseau à Corte
Le 17 décembre, Toussaint Griffi et Laurent Préziosi suivirent leurs bergers (Mathieu Nesa et ses fils) à  travers les montagnes par un itinéraire connu d'eux seuls. Ils traversèrent ensuite la forêt du Valdoniello puis la Scala Santa Regina en longeant la départementale qui redescend sur Corte par Castirla. Après ce long périple, ils allèrent chez l’oncle de Préziozi, Xavier Grazietti, à Corte pour s’assurer du niveau de sympathie de ses habitants et trouver un premier logement.
Par la suite, ils rencontreront rapidement ceux qui allaient devenir la tête de réseau à Corte qui travaillera pour approvisionner la résistance en armes et préparera le débarquement de troupes venant d'Alger : Pascal Valentini, responsable socialiste qui deviendra le responsable du réseau de Corte, Antoine Campana, cheminot syndicaliste communiste, Lhoersch, un Alsacien ancien légionnaire et sa famille, Jeannette Albertini, employée EDF et Jacques Albertini, dit « Ferro », maréchal-ferrant socialiste. Par la suite, d'autres personnes seront recrutées dans le réseau, notamment le Dr Battesti, Paul Leschi, M. Manzi, M. Raffani, Marc Albertini, Simon et Laurent Pelizza, Dominique Ferrari et les frères Silvani.
Le 18 décembre, Toussaint Griffi réussit à louer une voiture gazogène pour ramener De Saule et Pierre Griffi à Corte. Arrivé à Marignana, il apprend par De Saule qu'il doit ramener les trois sous-mariniers que le Casabianca n’a pu venir reprendre après le 15 décembre et qu’il faut donc les cacher en attendant son retour.
Le lendemain, 19 décembre, sur le trajet de retour, pour ne pas prendre de risque, son cousin, le radio Pierre Griffi est déposé à un hôtel à Calacuccia avec sa valise radio. À leur arrivée chez Xavier Grazietti, Laurent Preziosi se rend chez son cousin Antoine Campana pour mettre au point l’organisation du réseau. Le 20 décembre, Pierre Griffi, qui a pu prendre le car sans difficulté, les rejoint et leur annonce qu’il a pu trouver plusieurs planques où il peut émettre en confiance afin d'aviser Alger que le réseau de Corte est établi et cloisonné entre eux et les quatre membres du réseau central.
Le 27 décembre, chez la famille Lhoersch, Pierre Griffi échappera de justesse à l’Ovra qui avait repéré ses émissions de messages. Une voiture « radiogonio » est passé à quelques mètres en contrebas de la maison l’obligeant à suspendre son émission avec Alger. Il a ensuite repris ses émissions mais le capitaine des carabiniers est revenu cette fois-ci vérifier auprès de Lhoersh, qui avait pris son temps pour ouvrir la porte de manière à lui permettre de mettre sa valise-radio dans la cache aménagée dans le plancher.
Pierre Griffi comprit qu’il fallait trouvait un autre hébergement que celui-ci devenu trop risqué. Effectivement quelques jours plus tard, l’Ovra, qui comprenait dans ses rangs des éléments de la Gestapo allemande, vint en nombre procéder à une perquisition et arrêter le résistant alsacien.
Laurent Preziosi et Toussaint Griffi durent traverser le maquis jusqu’à 65 km par jour pour éviter les barrages pour rencontrer d’autres foyers de résistants, recueillir des renseignements sur les troupes alors que le chef de mission et le radio devaient plutôt rester cachés pour diffuser consignes et envoyer des messages.
De son côté, Toussaint Griffi voulut rendre visite à sa famille à Poggio-di-Nazza. En début d’après midi, il prit un billet pour Ghisonaccia, pour demander à un de ses cousins de préparer sa rencontre avec ses parents pour ne pas leur créer un choc émotionnel en les retrouvant directement chez eux. Après un périple de 20 km sur de vieux vélos sans éclairage, ils parviennent néanmoins en pleine nuit à Poggio di Nazza et retrouve ses parents.

## Constitution du réseau de Bastia
Laurent Preziosi était parti en avance de Corte pour Bastia, pour préparer la venue des agents de la mission et il s'est rendu chez son autre oncle Jules Olivier, chef des bureaux de la Société Générale, qui lui fit part de la situation à Bastia.
Le 20 décembre, dans la matinée, il rend visite à Joseph de Montera qui l’invite à revenir le soir à une réunion préparée pour la circonstance avec d’autres compatriotes dont Charles Clément, secrétaire général de mairie et Vicchini, bibliothécaire de la ville, Sébastien de Casalta, membre des Jeunesses socialistes et ex-maire adjoint de Bastia, Antoine Dominique Simonpaoli et Dominique Casanova. Lors de cette réunion, il obtient des contacts sûrs à établir sur Île-Rousse et Saint-Florent.
Le surlendemain, il se rend chez son ami Roger Soulairol, professeur au lycée de Bastia et futur maire-adjoint de Béziers qui, avec son épouse, est prêt à apporter leur aide aux services secrets français qui ont l’intention de préparer un débarquement sur la Corse. Il participera ainsi aux premiers chaînons de la résistance bastiaise dans le cadre du Front national de la résistance après l'arrestation ou la déportation en Italie de plusieurs des personnes citées ci-dessus. Il dirigera les groupes de professeurs résistants sous la responsabilité de Simon Vinciguerra (dit Caïus) et de Dominique Salini (dit Brosse), qui s'étaient attachés les services de Charles Galetti pour l'organisation dans la basse ville (Terra Vecchia) et de Noël Fontana pour la haute ville (Terra Nuova), de Joseph Gambotti (gérant d'un débit de tabac), Pancho Negroni (cafetier de la Place Saint-Nicolas), M. Soulier (boucher sur la Place d'Armes).
Comme convenu le lendemain, Laurent Preziosi retrouve ses deux acolytes à la gare de Bastia. De Saule leur apprend qu’Alger les félicite d’avoir si rapidement constitué des réseaux et de les avoir tenus informés des implantations militaires de l’ennemi.
Le réveillon de Noël et le 25 décembre sont passés à Bastia chez Dominique Casanova avec les membres de la mission, sauf Pierre Griffi resté à Corte. Le chef de mission De Saule est logé chez De Montera et il souligne la nécessité absolue d’établir une hiérarchie dans la communication du renseignement de manière à assurer la sécurité de tous les agents de l’organisation. Dominique Casanova devient alors un membre très actif d’un groupe d’agents de renseignement sur la circulation des troupes, des bateaux de guerre et hébergera en permanence les agents.
De Saule demande à ses agents de retourner à Corte rejoindre Pierre Griffi et d’aller à Ile-Rousse et Saint-Florent pour y établir les réseaux.
Parallèlement, par la radio, les agents apprennent qu’à Alger le 24 décembre Darlan a été abattu par un membre d’un groupe de monarchistes, Fernand Bonnier de La Chapelle, ce qui signifie la prise totale du pouvoir par les forces de libération. Le général Giraud est ainsi renforcé dans ses pouvoirs avec l’appui des Américains et forme un gouvernement provisoire. Il est nommé le 26 décembre Haut Commissaire et Commandant en chef des forces françaises en Afrique du Nord.
Pour repartir créer les réseaux de Balagne, Toussaint Griffi et Laurent Preziosi décident de prendre un peu de repos dans un lieu sûr pendant deux ou trois jours pour retrouver la condition physique pour cette nouvelle étape. Laurent Preziosi propose son village familial, Taglio-Isolaccio. Le 27 décembre, dans le train qui les amène à Folelli, ils comprennent vite que la population locale est excédée par l’occupation italienne qui génère de fortes difficultés de ravitaillement notamment pour les enfants.
Ayant choisi d’arriver en train à la tombée de la nuit pour ne pas être remarqués, ils empruntent un chemin muletier de 5 km qui les conduit au village et ils rencontrent à 20 heures les parents, la sœur et le frère de Preziozi. Ils décident de se reposer, et de repartir lorsqu’ils jugeront avoir repris suffisamment de forces physiques. Le village étant proche de Bastia servira plusieurs fois de lieu d’hébergement.

## Constitution des réseaux de Balagne[10]
Le 8 janvier 1943, le commando se rend en train à L'Île-Rousse, en Balagne, en compagnie d’un militant communiste, Raoul Begnini, grâce à la complicité des syndicalistes cheminots. Ils sont accueillis par un membre du groupe de De Montera qui les informe qu'un certain nombre de patriotes sont prêts à faire partie du réseau Pearl Harbour pour se préparer au débarquement. À l’hôtel Bonaparte, où ils prennent régulièrement leurs repas, ils apprennent que le responsable régional de leur regroupement est à Saint-Florent. Toutefois, il n'y aucun train, ni car pour s'y rendre et ils sont donc obligés de traverser le désert des Agriates à vélo (40 km de virages). Après avoir franchi un barrage de l’armée italienne, ils rencontrent Pierre Casale, responsable à Saint-Florent.
Après entretien sur la situation sur l’Ile, un accord est trouvé sur le réseau hébergement et ils sont hébergés pour la nuit par un autre résistant, un peintre hongrois, Barta, qui les informe sur les implantations locales des troupes italiennes. Pour éviter d’être arrêtés, le peintre Barta leur conseille de retourner en car à Bastia.
À Bastia, ils sont surpris de voir Barta entre deux soldats italiens. Il avait été dénoncé pour avoir été vu en leur compagnie. Une vague d’arrestations s’est ensuivie, dont celle du jeune avocat Joseph de Montera, puis de A.D Simonpaoli, de Dominique Casanova, tout juste investi responsable du réseau régional, l’avocat Sébastien de Casalta (qui put s’évader et prendre le maquis) et Pierre Casale. La situation devenue périlleuse, ils durent prendre le maquis quelque temps en se transformant complètement (vêtements, coiffure, visage). Pour pouvoir continuer à mener la mission entreprise, il leur faudra vivre dans la montagne sous le gel.
Un patriote cheminot les conduira à Calvi où ils rencontrent Dominique Spinosi puis son frère Roch. Ils y restent pendant une semaine afin d’effectuer leurs missions de renseignement avec l’appui d’autres compatriotes dont Le Bras et Casanova. Ils étudient tous les points sensibles de la ville où l’ennemi a installé un dispositif de défense contre tout éventuel débarquement de commandos alliés (canons, blockhaus, postes de mitrailleuses, etc.) ainsi que les lieux où les troupes sont logées. Les frères Spinosi se chargent de mettre en place l’organisation clandestine pour l’insurrection armée et assumeront jusqu’à la libération de la Corse la responsabilité du secteur.

## Constitution du réseau d’Ajaccio[10]
À Ajaccio, ils se rendent mi janvier chez Noël Pinelli qui leur signale ne pouvoir assumer la responsabilité d’un réseau pour des difficultés familiales. En revanche, il les recommande auprès de Jacques Tavera qui les mettra en relation notamment avec Nonce Benielli, Jean Nicoli, Arthur Giovoni, Dominique Luchini (dit Ribellu), André Giusti, Mandolini et André Bozzi, les futurs responsables du Front national de résistance.
Par la suite, ils mettent en place les contacts indispensables avec :
- la famille Stefanaggi, veuve d’un officier de 14-18 avec ses trois enfants, Jean-Toussaint, Lucette (mariée plus tard avec Noël Bonelli résistant du réseau) et Henriette, fortement impliquée dans l’hébergement et les réunions de tous les résistants ;
- le cafetier Martin Borgomano qui s’occupait des rencontres en ville. Les cafés comme le Napoléon, le Solférino, la Brasserie Nouvelle sont des lieux de rencontre importants pour les patriotes et de maintien psychologique. D’ailleurs le propriétaire du Grand Café d’Ajaccio François Giovanelli sera plus tard arrêté, condamné et déporté en Italie. La fusillade meurtrière en juillet 1943 dans la Brasserie Nouvelle, 50 cours Napoléon, et l’arrestation de Néné Franchi en juin, l’atteste,
- Roger Doudon, jeune ingénieur qui les informe sur les besoins de l’occupant en matière d’énergie et en particulier sur les emplacements des dépôts de carburants
- le commissaire Vallecale sur les investigations policières italiennes,
- Antoine Cascalès, un ami d’enfance d’Alger qui avait réussi à se faire embaucher comme débardeur sur les bateaux italiens pour identifier les troupes italiennes transportées et connaître la nature des chargements, les horaires maritimes.

Afin de constituer un réseau à Sartène, ils devaient prendre contact avec un patriote de Coti-Chiavari. Pierre Bianchi, futur maire socialiste de Campo à la Libération, qu’ils ne purent contacter qu’après avoir déjoué de nombreux barrages italiens. Il avait été recommandé par Noël Pinelli et était remarquablement informé sur tout le secteur du golfe d’Ajaccio et du Sud notamment sur la situation des troupes ennemies dans la région, des précautions qu’il convenait de prendre. Par la suite, il restera en contact permanent avec le chef de mission de Saule pour lui fournir les renseignements recueillis sur la situation ou les déplacements de troupes.
Laurent Preziosi et Toussaint Griffi rencontre ainsi à Sartène le directeur d’école Filippi, qui leur signale être très surveillé mais leur assure que la population est très hostile à l’occupant et qu’il sera très facile de recruter. Ils sont renseignés sur la localisation des troupes ennemies.
Par ailleurs, le commissaire Vallecalle les informe des intenses investigations menées par l’Ovra. Le radio Pierre Griffi fait équipe avec Laurent Préziosi sur Ajaccio et ils sont hébergés le soir chez une vieille dame sur le cours Napoléon.
Un véritable état-major s’était constitué à Ajaccio dans l’appartement des Stefanaggi où les réunions étaient de plus en plus fréquentes, ainsi que le couvert et le gîte pour le passage des clandestins. Toutefois, les participants se sentaient vulnérables sans armement autre qu’un revolver chacun et revendiquaient de plus en plus la mise en place rapide d’un dispositif de guerre auprès des autorités d’Alger. Vu les réseaux qui venaient d’être constitués avec dorénavant un nombre important de patriotes corses, il était possible de recevoir d’Alger une cargaison d’armes en un lieu pas trop éloigné du futur point de débarquement, avec possibilité de l’acheminer vers l’intérieur de l’île. Un message radio est envoyé en ce sens par Pierre Griffi aux Services Spéciaux d’Alger.
Après plusieurs aller-retours de ville en ville, toute la Corse fut coordonnée quand Laurent Préziosi avec Pierre ou Toussaint Griffi, emmenèrent Jean Nicoli, François Carli et André Giusti réaliser l’union notamment avec les principaux responsables sur Bastia, Jacques-Louis de Montera, Dominique Casanova, Roger Soulairol, Sébastien de Casalta, Dominique Poli, Leoni et Medori. Néanmoins, depuis l’arrestation du peintre Barta, l’équipe de Pierre Casale était constamment sous très étroite surveillance et manifestait ses difficultés à demeurer sans armement.

## Première livraison importante d'armes par leCasabianca
Le 6 février 1943, 450 mitraillettes et 60 000 cartouches sont livrées à la Résistance (stèle sur la plage d’Arone).
Au retour à Ajaccio, ils apprennent en réunion par Pierre Griffi chez les Stefanaggi qu’Alger va les livrer en armes par le Casabianca et leur fait donc supposer qu’il reprendra ainsi ses marins Lasserre, Vigot et Lyonnais.

### Préparation de la réception des armes
Le rendez-vous est fixé dans une région très difficile d’accès au sud du golfe de Porto et ils ont trois jours pour préparer cette réception. Avec Jean Nicoli, Laurent Preziosi et Toussaint Griffi une partie du parcours est effectuée jusqu’à un point du maquis où sont passés en revue tous les barrages des Cabinieri, les différents obstacles susceptibles de se présenter le jour venu. Nicoli ce jour-là est le seul armé et chargé de tirer en cas de danger pour protéger leur fuite.
Le jour venu, à six dans une grosse voiture, ils parviennent en définitive à franchir tous les barrages d’Ajaccio à Sagone puis Cargèse, ils revoient en contrebas la baie de Chioni où le Casabianca devait déposer à l’origine la mission où précisément une unité de soldats italiens est encore implantée pour empêcher tout débarquement. En passant à nouveau devant la maison avant de rejoindre Revinda (stèle apposée perpétuant la première rencontre humaine) ils perçoivent les difficultés pour transporter tout le matériel d’armement et de munitions.
Ils présentent à Nicoli les frères Nesa, bergers dès lors maquisards, à la bergerie de Solognu puis le père, sa femme, François Alessandri, Pascal Versini, Benoît Versini, Jean Alfonsi et les trois marins du Casabianca. Par la suite, Benoît et Antoine Nesa seront condamnés à mort par contumace mais ils demeureront insaisissables par les chemises noires. Il leur faut se rendre dans la baie d’Arone entre le nord de la baie de Chioni et le golfe de Porto. L’accès à la plage est difficile ; les flancs de collines très abrupts sont recouverts d’épais maquis

### Arrivée du sous-marin et dépôt des armes
Le Casabianca fait surface à 20 h 30 par un calme plat le 6 février mais ne reçoit aucun signal lumineux à l’heure indiquée :
- une équipe de huit hommes sous les ordres du quartier maître timonier descend à terre et repère une maison de berger en ruine en bordure d’une haie touffue sans trace avoisinante de l’ennemi.
- tout l’équipage procède ensuite au transbordement de mitraillettes et munitions dans cinq canots pneumatiques, en 20 minutes à une cadence endiablée.

Après attente et camouflage du matériel, le commandant L’Herminier est obligé d’ordonner la plongée du sous-marin tout en apercevant un signal lumineux près du bord. (Il savait qu’il était préférable de préciser la cache au commando par l’intermédiaire de radio Alger plutôt que de risquer d’être en contact avec l’ennemi. D’ailleurs, L’Herminier apprit plus tard que Lasserre avait rencontré les deux autres marins)

### Réception des armes par les résistants[16]
Pour limiter les risques, le réseau arrive par des itinéraires différents en trois groupes guidés :
- Benoît Nesa pour les trois marins guidés (Georges Lasserre, Jean Lionnais, et Pierre Vigot) :
- Charles Nesa pour De Saule, T. Griffi et Preziosi :
- François Alessandri dit Che et Antoine Cantoni pour l’équipe de Nicoli (André Giusti, François Carli, et André Bozzi).

Arrivés à 1 heure du matin, quatre hommes se présentent à De Saule : deux nouveaux agents envoyés par Alger, l’adjudant-chef Michel Bozzi, le radio-opérateur Chopitel dit Tintin, et deux sous-mariniers Paul Asso et Robert Cardot. Le Casabianca est venu là une nuit plus tôt et les a déposés mais leur embarcation ensablée n’a pu être remise à flot. Ils leur annoncent que le sous-marin ne reviendra que dans la nuit du 7 février.
Tout le monde regagne la maisonnette. Entretemps le Casabianca avait réussi à déposer les 450 mitraillettes et 65 000 cartouches.
Avant le lever du jour tous les résistants avaient réussi à remonter et cacher les caisses d’armes et de munitions après avoir remis préalablement à chaque participant une mitraillette. Un autre berger Antoine François Spinosi les avertit que l’Ovra est avisée de cette livraison et cherche dans la région. Un stock est acheminé sur la région de Petro-Bichisano, l’autre dans la région de Piana.

### Une valise radio abîmée[10]
Pierre Bianchi, socialiste, leur apprend que de son côté il a pu prendre contact avec Michel Bozzi et Chopitel dans la région de Coti-Chiavari qui ont reçu d’Alger mission d’opérer dans le secteur sud d’Ajaccio. Toutefois, leur valise radio ayant été gravement endommagée lors du débarquement, de Saule est amené à entrer en contact par l’intermédiaire de Pierre Bianchi, avec Fred Scamaroni (cf mission Sea Urchin) pour obtenir une autre valise. Il était l'agent du BCRA, arrivé de Londres peu de temps auparavant (dans la nuit du 6 au 7 janvier 1943 sous le nom de capitaine François-Edmond Severi par le sous-marin britannique Tribune).
Les réseaux se trouvaient dès lors concurrents mais après avoir réussi à le faire admettre à ses supérieurs londoniens ce service a pu être rendu.

## Projet d'enlèvement d'un général italien (20 février 1943)[10],[16]

### Exposé de Jean Nicoli (Statue érigée à San Gavino di Carbini)
Il semble qu’à cette réunion du 20 février, ils prirent conscience que leur refus séculaire de l’occupant, leur solidarité corse, leur affinité et amitié aient aidé la constitution rapide des réseaux.
Devant la réussite des différentes actions de l’organisation de la résistance et vu la solidarité, la confiance, l’espoir, la chaleur humaine qui régnait parmi eux, Jean Nicoli eut un projet enthousiasmant et peu connu. Il le développa avec humour lors d’une réunion quotidienne durant cette période chez les Stefanaggi (Ajaccio) à laquelle participaient 3 membres de la mission, Laurent Préziosi, Pierre et Toussaint Griffi et les principaux responsables de la zone Sud (cf Première mission en Corse occupée).
Sachant que le sous-marin devait très prochainement revenir, il proposa de kidnapper ni plus ni moins un général italien dans sa résidence au centre du village de Petreto grâce à des complicités et de l’expédier à Alger en paquet cadeau par le sous-marin. Un point de rendez-vous serait fixé avec le commandant L’Herminier sur la côte orientale du côté de Solenzara (dans l’anse de Canelle près d’une ferme que possédait Dominique Poli). Tout le plan était parfaitement au point.

### Approbation euphorique des participants
Cet exploit aurait le mérite de montrer que la résistance est forte et organisée au point de pouvoir mettre hors d’atteinte une haute autorité militaire ennemie. Chacun prit conscience de l’impact de cette nouvelle auprès des auditeurs internationaux des radios d’Alger et de Londres. Dans une île de 180 000 habitants occupée par 80 000 Italiens et Allemands les résistants trouveraient moyen d’enlever un grand chef militaire.

### Refus des autorités d’Alger
Pierre Griffi, impatient lui aussi de porter des coups sévères à l’ennemi fit quand même observer que cette action risquait de déclencher une répression féroce des forces d’occupation, empêchant par là même le travail d’armement de la Corse avant le débarquement et qu’elle devait avoir l’aval du chef de la mission absent à cette réunion (De Saule) puis des autorités à Alger pour la mise à disposition du sous-marin pour cette opération.
Les autorités d’Alger contactées par la radio de Griffi refuseront ce projet au grand regret des jeunes combattants considérant qu’il comportait trop de risques et conséquences.»

## Rapatriement sur Alger du premier groupe de la mission (24 février-10 mars)[10]
Repérés et activement recherchés par l’Ovra, leur mission étant accomplie et plus vite que prévu, Toussaint Griffi et Laurent Preziosi reçurent le 24 février l’ordre impératif des autorités en AFN commandées par le général Giraud de quitter le plus rapidement possible la Corse avec la promesse de participer à la libération de la Corse.
Comme Laurent Preziosi et Toussaint Griffi étaient les deux seules personnes qui avaient circulé partout pour coordonner les réseaux, établir de nombreux contacts, connaître les personnes, l’éventualité très forte de leur arrestation devenait dangereuse pour la survie de l’organisation tout entière. Selon les renseignements militaires, elle comprenait 2 000 personnes (au soulèvement de septembre 1943 le nombre de résistants s’élèvera à 13 000).

### Ultime Réunion pour la première mission chez les Stéfanaggi
Après une ultime réunion le 4 mars chez les Stefanaggi, de nombreux responsables partirent le 7 mars par petits groupes en passant par Travo et furent pris en charge par Dominique Poli à Solenzara avant l’arrivée du Casabianca le même jour.
Le retard important du sous-marin mettait en danger la concentration des responsables résistants qui étaient logés pour la plupart dans le même hôtel à Solenzara.

### Départ en sous-marin

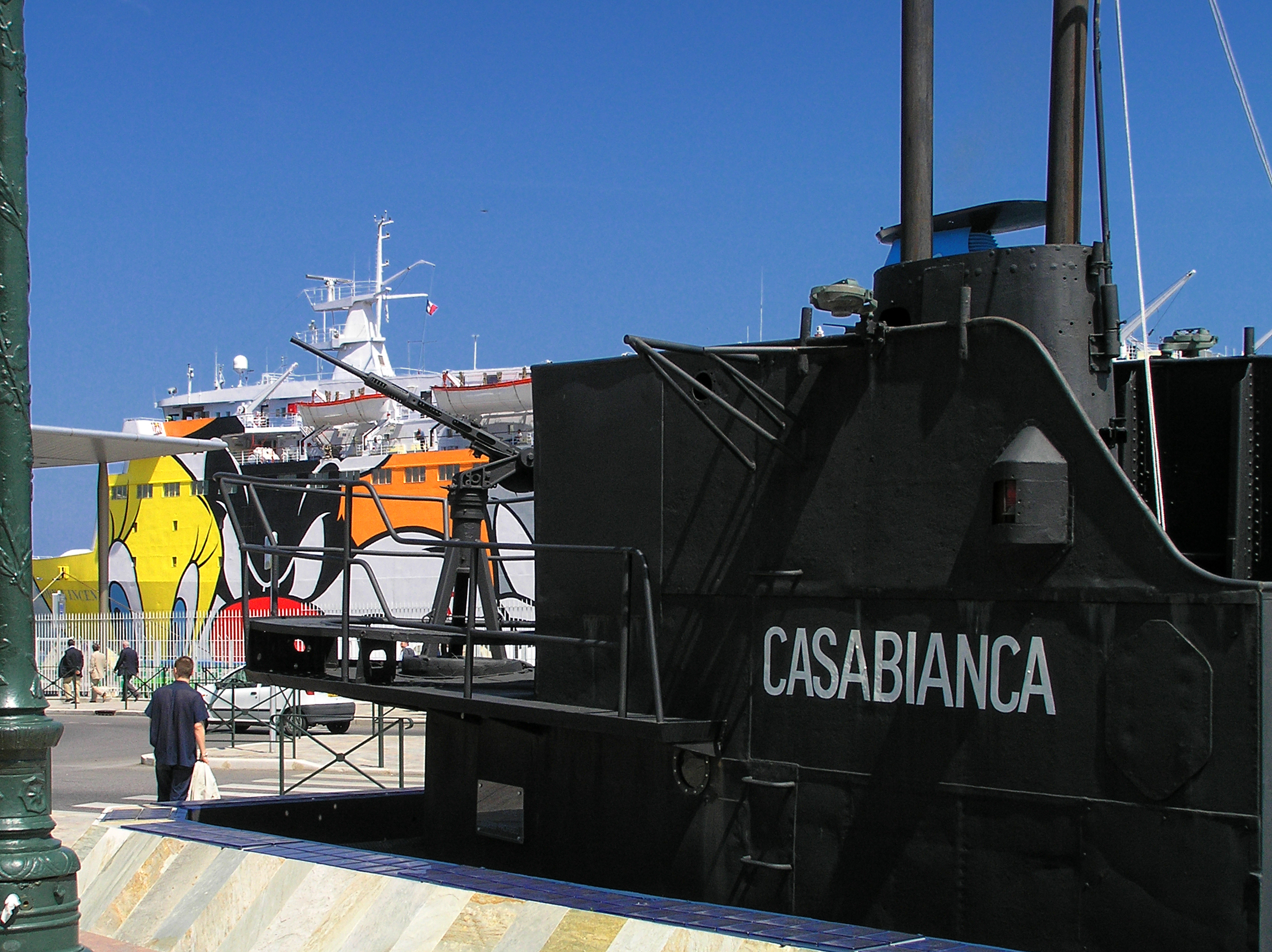
tourelle du Casabianca érigée Place St Nicolas Bastia

Ce n’est que le 10 mars 1943 à 23 heures, escortés jusqu’au rivage par Jean Nicoli, André Giusti, François Carli et Pierre Griffi, rendu indispensable pour ses fortes compétences en émission radio, que Laurent Préziosi et Toussaint Griffi durent à très grand regret repartir de Solenzara (anse de Favone) avec les cinq sous-mariniers par le sous-marin Casabianca.
Après plusieurs opérations de torpillage du submersible, ils arrivèrent le 14 mars à Alger pour fournir au colonel Rivet les renseignements demandés sur l’organisation militaire italo-allemande et lui confirmer la réussite rapide de la coordination de la résistance corse.

### Arrivée à Alger à la Sécurité Militaire
En slalomant entre les jeeps et les camions américains, ils sont conduits dans les bureaux de la Sécurité militaire et interrogés pendant plusieurs heures aussi par les agents du 2e bureau. Ceux-ci sont étonnés par l’importance et la rapidité du travail accompli en information sur les implantations des troupes ennemies, de leur armement, des réseaux constitués de résistance, de l’engouement et la détermination des volontaires.
Ils pouvaient déjà envisager l’insurrection armée qui appuiera le débarquement. Les groupes de résistants sont désormais en liaison entre eux et le noyau central situé à Ajaccio sous la responsabilité technique actuellement de de Saule et de Pierre Griffi.

### Entretien avec le nouvel agent
Leur remplaçant étant désigné, ils sont chargés de rencontrer le nouvel agent, le capitaine de gendarmerie Paulin Colonna d'Istria (nom de code « Cesari »), rue Charras à Alger dans le bureau du colonel de Villeneuve, chef de service.
Par leurs enseignements, ils aidèrent leur remplaçant, avant son départ par un sous-marin britannique, le 1er avril 1943, pour la deuxième mission, celle de l’organisation militaire de la résistance et du débarquement en Corse, toujours avec l’appui du sous-marin Casabianca.  Le commandant Colonna d’Istria sut au cours de sa mission (qui fait l’objet d’un autre récit) admirablement organiser militairement la résistance armée sans imposer de gouvernance politique. Il a assuré la coordination militaire des combats insurrectionnels contre les troupes d’occupation italo-allemandes.

## Bilan de l'opération: coordination des réseaux en vue du débarquement
Pierre Griffi, personnalité exceptionnelle (statue au square de la gare d'Ajaccio, et square à Corte, avenue X. Luciani, face au lycée), qui réceptionna Paulin Colonna d'Istria parvint à transmettre durant cette première mission et une partie de la deuxième, 286 messages déterminants (torpillage du paquebot italien Francesco Crispi. Malheureusement, comme d’autres, il fut arrêté le 11 juin quartier St. Joseph à Ajaccio, atrocement torturé, et mourut héroïquement à Bastia sans rien avouer le 18 août 1943. Il déclara au tribunal du 7e corps d'armée italien : « Je ne regrette qu'une chose, ne pas vous avoir fait plus de mal » et refusa de se laisser bander les yeux avant d'être fusillé par les Chemises noires. Le résistant, Marc Sodini, arrêté comme lui, en rapporta son témoignage.
La Corse fut ainsi le premier département français libéré par les troupes militaires françaises et notamment par le 1er bataillon de choc que le Casabianca transporta jusqu’à Ajaccio.
- Toussaint Griffi fut le seul membre de la mission à avoir eu la possibilité de se joindre en tant que militaire à ce bataillon pour participer à cette libération. Il put ainsi rendre justice à son cousin germain Pierre Griffi en arrêtant lui-même la personne qui l’avait dénoncé à   l’Ovra. Il s'agissait du chauffeur de taxi italien qui l'avait déposé à la maison   où il avait transmis ses messages. Il sera le seul ennemi à être fusillé à la Libération de la Corse.
- Laurent Preziosi reçut l’ordre de rejoindre les troupes du débarquement de Provence et participa ensuite au gouvernement provisoire à Paris et ne put donc participer à la glorieuse libération de la Corse, ni en profiter.
- Roger de Saule confia sur place en Corse ses pouvoirs de chef de mission à son remplaçant Colonna d’Istria, et rejoignit Alger dix jours après, le 24 mars, Toussaint Griffi et Laurent Préziosi, et dut repartir sur une autre mission dans le Sud-ouest.
Cette libération des Corses redonna espoir à plusieurs groupes régionaux français de résistants dans leur soutien au débarquement sur les plages de Normandie en juillet 1944.

## Conclusion
Cette première mission n’aurait pu être effectuée sans la confiance obtenue des différents responsables de la résistance corse, qui surent dépasser les divergences politiques, sans les nombreuses complicités dans la population et sans l'équipage du sous-marin Casabianca.
Le général Giraud sera pourtant critiqué par le général de Gaulle qui relatera dans ses Mémoires : « je n’approuve pas le monopole que vous avez donné en Corse aux chefs communistes ».
Néanmoins les membres de la mission Pearl Harbour ont pu faire le lien de confiance politique entre les services spéciaux giraudistes et les communistes du Front National, conjonction inattendue qui a toutefois permis à la Corse d’être définitivement débarrassée des SS et des Bersaglieri, de la Gestapo et de l’Ovra dès le 4 octobre 1943.